# Protoxid de azot
Protoxidul de azot (numit și gaz ilariant sau oxid nitros) este un gaz incolor cu miros dulceag, care întreține arderea fiind agent oxidant. Este folosit ca propergol iar în amestec cu alte gaze în anestezia chirurgicală.

## Caracteristici
- gaz anorganic, inert, mai greu decât aerul, neinflamabil, dar întreține combustia;
- relativ solubil în apă, solubilitate mai ridicată în etanol
- MAC ~ 105 (110)%, anestezic general incomplet, ceea ce presupune baronarcoză (hiperbară) (sub presiune) cu efect rapid;
- se administrează împreună cu O2;
- anestezic general incomplet, dar produce analgezie la concentrații subanestezice;
- nu relaxează musculatura striată (contractură).
- formează amestec detonant cu hidrogen gaz la volume egale

## Utilizări
- largă utilizare (mai ales ca adjuvant);
- anestezia de bază;
- în asociere cu alte anestezice generale pentru menținere anesteziei;
- pentru efectul analgezic (intermitent): 
  - în obstetrică, în travaliu;
  - în stomatologie;
  - infarct miocardic acut
- sindrom de abstinență la etanol

## Efecte adverse
- hipoxie (utilizare nepricepută);
- crește presiunea intracraniană;
- pătrunde în cavități și substituie azotul;
- inactivează, la utilizare repetată vitamina B12;
- posibil efect teratogen;
- hipoxie tranzitorie la sfârșitul procedurii (în revenire) – efectul celui de-al doilea gaz;
- descrisă dependență.

## Contraindicații
- hipertensiune arterială;
- epilepsie;
- hipertiroidism;
- anemii megaloblastice;
- sarcină;
- traumatisme cerebrale;
- ateroscleroză;

## Obținere
Se poate obține prin descompunere realizată prin tratarea termică controlată a nitratului de amoniu la temperaturi de două ori mai mari decât punctul normal de fierbere al apei (NH4NO3) sau din reacția acidului azotic cu amoniacul:
NH3 + HNO3 → NH4NO3
NH₄NO₃ → N₂O + H₂O